# Adorant

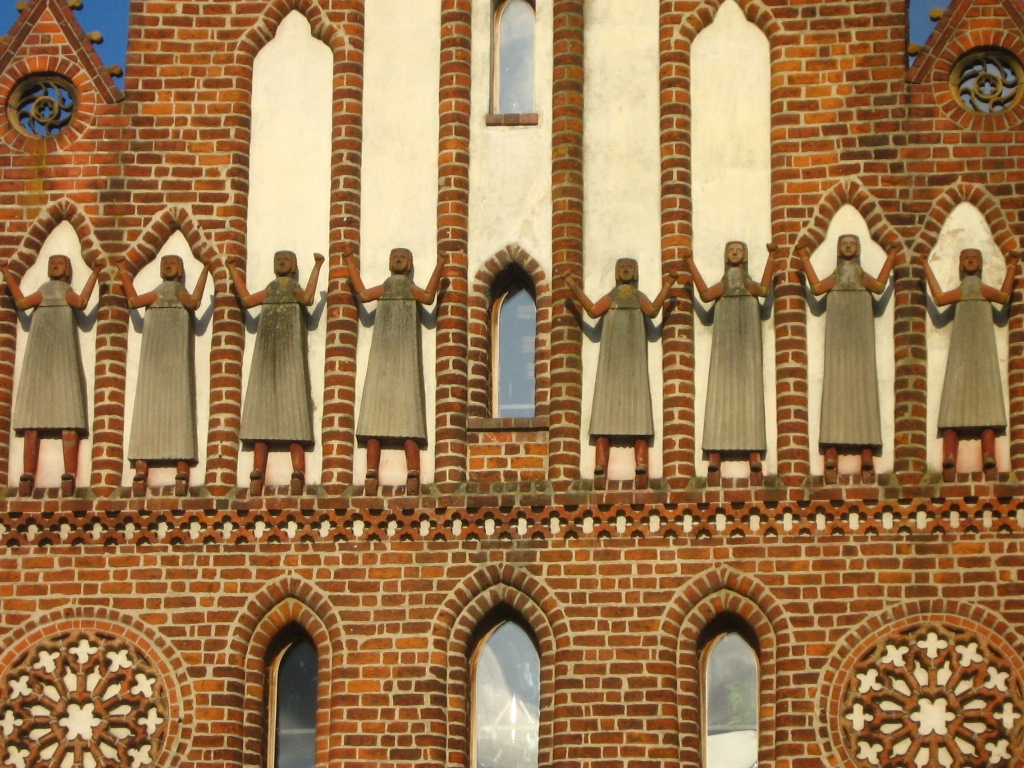
Acht Adorantinnen an der Stadtseite des „Neuen Tores“ in Neubrandenburg

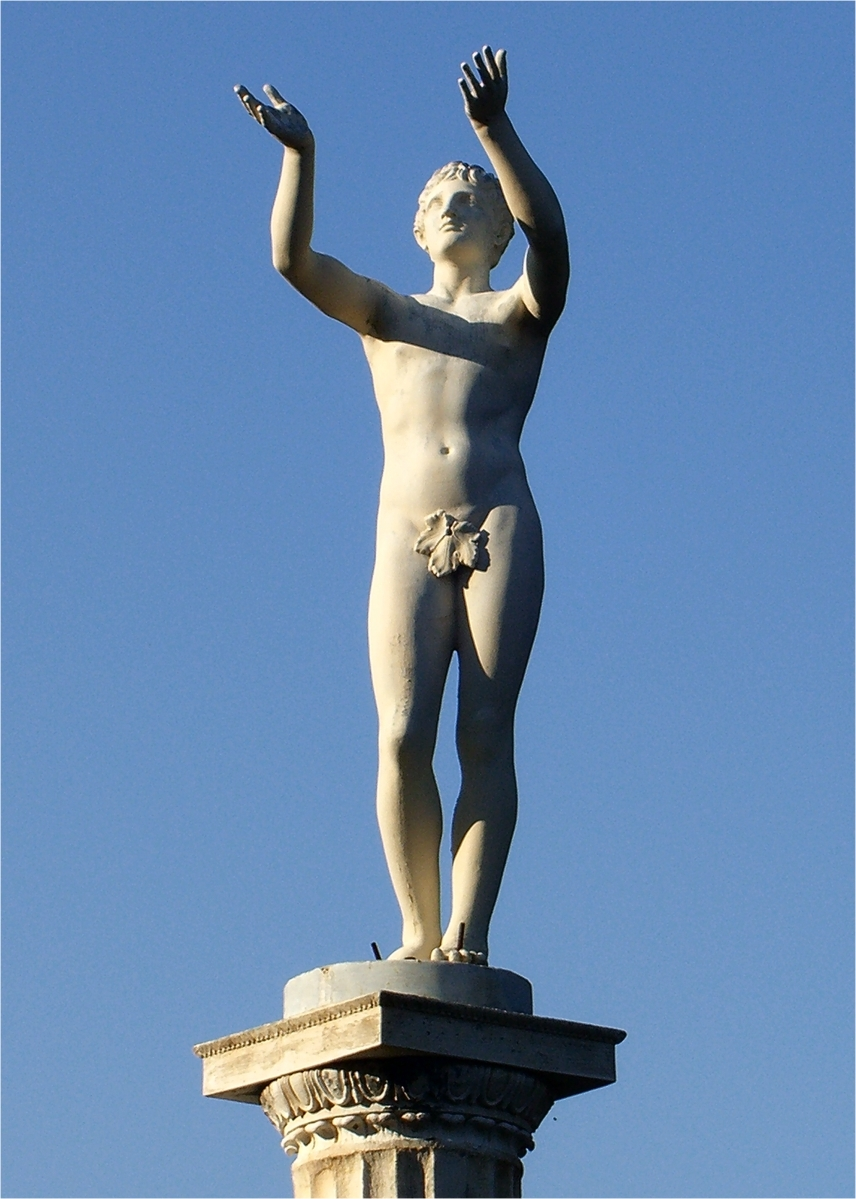
Neustrelitzer Adorant

Adoranten (von lateinisch adoro „ich bete an“) oder Beterfiguren nennt man in der Kunstgeschichte, der Archäologie, der Anthroposophie und den Religionswissenschaften Figuren früher Kulturen, deren besonderes Kennzeichen ausgebreitete Arme sind und die im Allgemeinen Anbetende oder Huldigende darstellen sollen, was für prähistorische Darstellungen jedoch umstritten ist, da vergleichbare Darstellungen bei allen nicht vorgebildeten Malanfängern vorkommen. Darstellungen der Adoration (Anbetung) in Gebetshaltung finden sich z. B. auf Felsritzungen der Bronzezeit oder auf Runensteinen (Krogstastenen). Die Darstellungen wurden besonders zahlreich in der Tempelruine des Gottes Abu in Eschnunna (im heutigen Irak) gefunden. Abstraktionen, welche die Adoration auf die Darstellung erhobener Arme reduzieren, fanden sich im bronzezeitlichen Stelentempel von Hazor.

## Einzelbelege
1. ↑   Hällristningar  längs Heliga Vägen  vid Backa (Memento vom 18. Juni 2015 im Internet Archive)
2. ↑  Das Alphabet der Menschheit. In: Der Spiegel. Nr. 23, 2008, S. 172 (online).